# ウィリアム・ホルコム
ウィリアム・ホルコム（英語: William Holcombe, 1804年7月22日 - 1870年9月5日）は、アメリカ合衆国の政治家。
初代のミネソタ州副知事（在任1858年5月24日 - 1860年1月2日）を務めた。ニュージャージー州ランバートヴィルで生まれ、ミネソタ州スティルウォーターで死去した。